# Piotr Krauczanka
Piotr Kuźmicz Krauczanka (biał. Пётр Кузьміч Краўчанка, ros. Пётр Кузьмич Кравченко, Piotr Kuźmicz Krawczenko; ur. 13 sierpnia 1950 w Smolewiczach) – białoruski historyk, polityk i dyplomata, w latach 1990–1994 minister spraw zagranicznych Białoruskiej SRR i Republiki Białorusi, deputowany do Rady Najwyższej Białoruskiej SRR i Rady Najwyższej Republiki Białorusi, w latach 1998–2002 ambasador Republiki Białorusi w Japonii i w latach 1999–2002 – na Filipinach; kandydat nauk historycznych (odpowiednik polskiego stopnia doktora).

## Życiorys

### Młodość i praca
Urodził się 13 sierpnia 1950 roku w osiedlu typu miejskiego Smolewicze, w rejonie smolewickim obwodu mińskiego Białoruskiej SRR, ZSRR. W 1972 roku ukończył Białoruski Uniwersytet Państwowy im. Lenina (wydział historii), uzyskując wykształcenie historyka. W 1976 roku uzyskał stopień kandydata nauk historycznych (odpowiednik polskiego stopnia doktora). Od 1975 roku pracował tamże jako wykładowca, jednocześnie działając w aparacie Komunistycznej Partii Białorusi (KPB). Od 1985 roku był sekretarzem Mińskiego Komitetu Miejskiego KPB. W 1995 roku pełnił funkcję starszego współpracownika naukowego Wydziału Informacji Naukowej Narodowej Akademii Nauk Białorusi.

### Działalność parlamentarna
16 maja 1990 roku został deputowanym ludowym do Rady Najwyższej Białoruskiej SRR XII kadencji z autozawodskiego okręgu wyborczego nr 8 miasta Mińska. 17 lipca 1990 roku objął funkcję ministra spraw zagranicznych Białoruskiej SRR, w związku z czym 27 lipca przedterminowo wygasł jego mandat deputowanego. W 1990 roku uzyskał tytuł dyplomatyczny Nadzwyczajnego i Pełnomocnego Ambasadora ZSRR. Po zmianie nazwy państwa 19 września 1991 roku kontynuował pracę jako minister spraw zagranicznych Republiki Białorusi. Był szefem delegacji Białorusi na 45–48. sesjach Zgromadzenia Ogólnego ONZ. W czasie kampanii przed wyborami prezydenckimi w 1994 roku prowadził agitację na rzecz kandydatury Wiaczasłaua Kiebicza. Funkcję ministerialną pełnił do 1994 roku.
Piotr Krauczanka był członkiem Białoruskiej Socjaldemokratycznej Hramady (BSH). Na zjeździe zjednoczeniowym w połowie 1995 roku, w czasie którego doszło do połączenia BSH z Partią Zgody Ludowej i powstała Białoruska Socjaldemokratyczna Partia (Ludowa Hramada), Krauczanka wszedł w skład nowego ugrupowania i został wybrany zastępcą przewodniczącego. Tym niemniej w wyborach parlamentarnych w 1995 roku kandydował jeszcze oficjalnie z ramienia BSH.
W drugiej turze uzupełniających wyborów parlamentarnych 10 grudnia 1995 roku został wybrany na deputowanego do Rady Najwyższej Republiki Białorusi XIII kadencji z mołodeczańskiego-południowo-zachodniego okręgu wyborczego nr 197. 19 grudnia 1995 roku został zarejestrowany przez centralną komisję wyborczą, a 9 stycznia 1996 roku zaprzysiężony na deputowanego. Od 23 stycznia pełnił w Radzie Najwyższej funkcję przewodniczącego Stałej Komisji ds. Międzynarodowych. Należał do socjaldemokratycznej frakcji „Związek Pracy”. 4 marca został członkiem stałej delegacji Rady do Zgromadzenia Parlamentarnego Rady Europy. Od 3 czerwca był przewodniczącym grupy roboczej Rady Najwyższej ds. współpracy z Bundestagiem Republiki Federalnej Niemiec. 21 czerwca został członkiem delegacji Rady do Zgromadzenia Parlamentarnego Stowarzyszenia Białorusi i Rosji. 
Piotr Krauczanka był jednym z deputowanych, którzy nie zostali dopuszczeni do udziału w zorganizowanym 19–20 listopada 1996 roku przez prezydenta Alaksandra Łukaszenkę I Wszechbiałoruskim Zgromadzeniu Ludowym. Zaraz potem potępił organizację Zgromadzenia jako wydarzenia o charakterze niedemokratycznym, którego uczestnicy nie byli wybierani, a wyznaczani.
27 listopada 1996 roku, po dokonanej przez Łukaszenkę kontrowersyjnej i częściowo nieuznanej międzynarodowo zmianie konstytucji, nie wszedł w skład utworzonej przez niego Izby Reprezentantów Zgromadzenia Narodowego Republiki Białorusi I kadencji. Od 19 stycznia 1998 roku był Nadzwyczajnym i Pełnomocnym Ambasadorem Republiki Białorusi w Japonii, a od 14 grudnia 1999 roku jednocześnie w Republice Filipin. 19 listopada 2002 roku został odwołany z obu tych stanowisk. W 2003 roku powrócił do opozycji skierowanej przeciwko Łukaszence. Wyrażał zamiar kandydowania na urząd prezydenta, jednak pod koniec 2005 roku odmówił wystawienia swojej kandydatury w wyborach prezydenckich w 2006 roku.

## Działalność naukowa i prace
Piotr Krauczanka prowadzi badania nad historią zagranicznych związków gospodarczych Białorusi w latach 20. i 30. XX wieku oraz nad problemami kultury. Jest autorem prac: 
- Abranniki wiecznasci. Mińsk: 1999. (biał.). Brak numerów stron w książce

## Życie prywatne
Piotr Krauczanka jest żonaty, ma dwoje dzieci i wnuczkę. Jest prawosławny.